# Jytte Hauch-Fausbøll
Jytte Hauch-Fausbøll (født Andersen; 10. november 1923 i København, død 9. juni 1988) var en dansk filminstruktør, skuespiller og forfatter.
Hun var datter af billedhuggeren Herman Andersen, og var fra 1944 til 1951 gift med kunstmaler Poul Hauch-Fausbøll. Parret fik en datter, Katrine Hauch-Fausbøll.
Jytte Hauch-Fausbøll er begravet på Bispebjerg Kirkegård.

## Filmografi
- Sonja fra Saxogade (instruktion og manus, 1968)
- Kameldamen (manus, 1969)
- Bennys badekar (stemme, 1971)
- Smil mand! (skuespiller, 1972)
- Gangsterens lærling (skuespiller, 1976)